# Janet Beaton
Janet Beaton, Lady of Branxholme and Buccleugh, född 1519 i Creich, död i januari 1569, var en skotsk aristokrat. Hon hade fem äkta makar och flera kärleksaffärer, varav den mest berömda var med James Hepburn, 4:e earl av Bothwell, och ryktades under sin livstid vara en häxa. Hon är känd som förebilden för sir Walter Scotts Wizard Lady of Branxholm i hans poem "Lay of the Last Minstrel".

## Biografi
Janet Beaton var ett av elva syskon, föräldrarna var sir John Beaton, andre Laird of Creich och ärftlig ståthållare av det kungliga palatset Falkland Palace, och Janet Hay. Hon tillhörde en inflytelserik familj och var släkt med flera kända personligheter: hennes syster Elizabeth Beaton var älskarinna till Jakob V av Skottland, med vilken hon hade en dotter, Jean, och hennes brorsdotter Mary Beaton var hovdam hos drottning Maria Stuart och en av de så kallade "Fyra Mariorna". Hon var också släkt med kardinal David Beaton och Skottlands ambassadör i Frankrike, ärkebiskop James Beaton av Glasgow.
Janet Beaton gifte sig första gången 1538 med sir James Crichton av Cranston Riddell (död 1539), och den andra gången 1540 med sir Simon Preston av Craigmillar. Det andra äktenskapet slutade i skilsmässa 1543 på grund av släktskap och efter hennes eget medgivande till äktenskapsbrott med sin tredje make. Hon gifte sig för tredje gången 1544 med sin före detta älskare sir Walter Scott av Branxholme och Buccleuch, Chief of the Clan Scott. Janet Beaton fick två söner och tre döttrar, alla med sin tredje make. 
År 1550 blev hennes make utnämnd till Warden of the Middle March och 1551 till Warden and Justiciar of Liddesdale. Den 4 oktober 1552 blev hennes make mördad på Edinburgh's High Street av en rivaliserande klan, Clan Kerr. År 1558 anföll Janet Beaton i spetsen för en klanarmé på 200 man Kirk of St. Mary of the Lowes in Yarrow i ett misslyckat försök att tillfångata sir Peter Cranstoun. Hon stämdes inför rätta men processen stoppades av den dåvarande regenten, Maria av Guise. 
Janet Beaton var också känd för sina kärleksaffärer utanför äktenskapen. Den mest berömda var hennes förhållande med James Hepburn, earl av Bothwell, som ägde rum under år 1558, då Beaton var 39 och Bothwell var 24 år. Janet Beaton beskrivs i fyrtioårsåldern som en oförändrad skönhet, djärv, beslutsam och sensuell. Hennes oförändrade skönhet gav upphov till ryktena att hon var en häxa. Det gick rykten om att Beaton och Bothwell gifte sig civilt, det vill säga utanför kyrkan i en så kallad handfasting ceremony. 
År 1567 mördades drottning Maria Stuarts make Henry Stuart, lord Darnley. Han troddes vara mördad av Bothwell, som Maria Stuart då var förälskad i och gifte sig med strax efter mordet. Ett offentligt plakat i Edinburgh spred ut ryktet att Janet Beaton hade förhäxat drottningen till att gå med på Bothwells mordplan. Hon anklagades också för att ha åstadkommit drottningens förälskelse i Bothwell genom trolldom. Efter att Maria Stuart kidnappades av Bothwell och fördes till Dunbar Castle, var Janet Beaton, tillsammans med sin syster Margaret, Lady Reres och Bothwells syster, Jean Hepburn, en av Maria Stuarts uppvaktande hovdamer.